# Maximilian Beyer
Maximilian Beyer (ur. 28 grudnia 1993 w Nordhausen) – niemiecki kolarz torowy i szosowy, brązowy medalista mistrzostw świata i dwukrotny medalista mistrzostw Europy.

## Kariera
Pierwszy sukces w karierze osiągnął w 2010 roku, kiedy zdobył brązowy medal w drużynowym wyścigu na dochodzenie podczas torowych mistrzostw świata juniorów w Montichiari. W kategorii elite pierwszy medal zdobył w 2012 roku, zajmując drugie miejsce w drużynowym wyścigu na dochodzenie na mistrzostwach Europy w Poniewieżu. Na rozgrywanych rok później mistrzostwach świata w Paryżu był trzeci w wyścigu punktowym. W zawodach tych wyprzedzili go jedynie Rosjanin Artur Jerszow i Eloy Teruel z Hiszpanii. W tej samej konkurencji trzecie miejsce zajął również podczas mistrzostw Europy w Berlinie w 2017 roku.